# Munychryiinae
Los municriínos (Munychryiinae) son una subfamilia de lepidópteros glosados  del clado Ditrysia. 

## Géneros
Tiene los siguientes géneros:
- Gephyroneura - Munychryia